# Saint-Vrain (Essonne)
Saint-Vrain is een gemeente in het Franse departement Essonne (regio Île-de-France) en telt 2810 inwoners (2004). De plaats maakt deel uit van het arrondissement Palaiseau.
De naam van de gemeente verwijst naar de bisschop en heilige Veranus van Cavaillon.

## Geografie
De oppervlakte van Saint-Vrain bedraagt 11,6 km², de bevolkingsdichtheid is 242,2 inwoners per km².
De onderstaande kaart toont de ligging van Saint-Vrain (Essonne) met de belangrijkste infrastructuur en aangrenzende gemeenten.

## Demografie
Onderstaande figuur toont het verloop van het inwonertal (bron: INSEE-tellingen).